# 403 Cyane
403 Cyane là một tiểu hành tinh ở vành đai chính. Nó được Auguste Charlois phát hiện ngày 18.5.1895 ở Nice, và được đặt theo tên nữ thần Cyane trong thần thoại Hy Lạp.